# Metopodia pilicornis
Metopodia pilicornis är en tvåvingeart som först beskrevs av Pandelle 1895.  Metopodia pilicornis ingår i släktet Metopodia och familjen köttflugor.
Artens utbredningsområde är Frankrike. Inga underarter finns listade i Catalogue of Life.